# Ебертовци
Ебертовци (фр. Hébertistes) су били радикална, револуционарна политичка партија у Француској у време Француске револуције. Назив су добиле по оснивачу и вођи, новинару Жаку Еберу.
Присталице Ебера и Париска Комуна наставили су делатност бесних. Њихов положај у Француској био је крајем 1793. године веома јак. Јачање утицаја ебертоваца праћено је јачањем антихришћанског покрета у народнима масама и дехристијанизације Француске, а пре свега покрета против католичке цркве. Тај покрет започео је још 1792. године када је највећи број католичког свештенства одбио да преда заклетву. Тај непријатељски став према цркви помогао је ебертовцима да развију широку атеистичку и антихришћанску агитацију. По њима крајњи циљ револуције није био само политичка, већ и друштвена једнакост.
Након убиства Жан Пола Марата од стране симпатизера жирондинаца у јулу 1793. године, Ебер се позиционирао као Маратов природни наследник чиме је још више порасла његова популарност.
Под утицајем ебертоваца Конвент је укинуо стари хришћански и увео нови револуционарни календар (5. октобра 1793. године). Почетком 1794. године покушали су да изврше државни удар. Одбијање Париске комуне да им се придружи довело је до неуспеха удара. Партију ебероваца уништио је Комитет јавног спаса 4. жерминала 2. године републике (24. марта 1794. године), након прилажења Париске комуне Комитету, он је наредио погубљење свих важнијих ебероваца. Погубљења су трајала два дана. Одмах након уништења ебероваца, Комитет јавног спаса укинуо је и Париску комуну. 